# Gouquan
Il Gouquan (狗拳, Pugilato del Cane) è uno stile di arti marziali cinesi del Sud della Cina che è classificabile come Xiangxingquan, uno stile imitativo, in quanto si rifà alle movenze di un cane.
Esso è conosciuto con nomi differenti: Shaolin Dishu Quanfa (少林地术犬法, metodo del cane e arte a terra di Shaolin – Quan 犬 è un altro modo di dire cane in Cinese); Shaolin Di long (少林地龙, Drago a terra di Shaolin); Dishang Gongfu Quan (地上功夫拳, Pugilato del Lavoro a Terra).

## Storia
I praticanti di questo stile raccontano che esso venne insegnato da una Monaca Buddista a Miao Jinhua. Alcuni identificano questa monaca in Wu Mei personaggio al centro delle leggende di fondazione di svariati stili del Sud.
Miao Jinhua lo insegnò al proprio figlio Fang Shiyu il quale mescolò il Dishu Quanfa allo Huaquan. Fang Shiyu insegnò all'interno del tempio Zhuyuansi (oggi Guanyansi) ai monaci. Il monaco Huikai studiò lo stile e lo trasmise a Zheng Yishan di Nantai, nella contea di Laoyazhou. Zheng insegnò in Yongzhou a Zhang Zishen.
Secondo un'altra tradizione, di fronte al tempio Shaolin del sud ci sarebbe stato il Bailiansi, un tempio femminile, dove le monache studiavano il Gouquan e lo stile di Qi Jiguang. Durante la dinastia Qing una monaca conosciuta con il nome religioso di “Simu Dashi” (四目大师) errò in diverse contee ed insegnò lo stile in Yongfu (永福县) alla famiglia Chen. Da questo momento il Dishu Quanfa venne insegnato unicamente all'interno della cerchia famigliare. Chen Ayin (陈阿银), che aveva appreso l'arte da sua nonna, si trasferì a Fuzhou.

## Taolu
Il Gouquan utilizza questi Taolu: Sanzhanquan (三战拳); Qixingquan (七星拳); Shuang chi bianfu (双迟蝙蝠); Sanshiliu shou (三十六手); Lianbuquan (连步拳); Simenjian (四门箭); Shiba lian zhu (十八联珠); Meihua xiu (梅花秀); San zhan xia pan (三战下盘); Qixing xia pan (七星下盘); Shuang chi bianfu xia pan (双蝙蝠下盘); ecc.

### DVD, VCD
- "Nan Shaolin Wushu Daguan 南少林武术大观- Nanpai Gouquan 南派狗拳", Yinxiang ban bie, 2007, ISBN 7-88509-750-1

### Video
- it.youtube.com,  https://it.youtube.com/watch?v=5_yBUN63skc.
- it.youtube.com,  https://it.youtube.com/watch?v=FynZ-mK4oxs.
- it.youtube.com,  https://it.youtube.com/watch?v=mWJf1EJh3P4.
- it.youtube.com,  https://it.youtube.com/watch?v=xnkmgQRM69U.
- it.youtube.com,  https://it.youtube.com/watch?v=NQir1h6kmas.